# Малоне, Роберто
Робе́рто Мало́не (итал. Roberto Malone) (р. 31 октября 1956 года), настоящая фамилия Пипи́но (итал. Pipino) — итальянский порноактёр и порнорежиссёр.

## Биография
Роберто Пипино стал сниматься в порно в начале 1970-х годов. Он поменял фамилию Пипино на Малоне по совету Джо д’Амато, который отметил, что Пипино звучит слишком смешно для актёра порнографического жанра. Малоне снимался очень много и вскоре стал очень популярен в сфере итальянской порнографии, несмотря на то, что он был толстым, маленького роста и коренастым, что противоречило стереотипу о мускулистом и ухоженном порноактёре.
В 1995 году он снялся в порнографическом фильме «La calda vita di Al Capone», где исполнил роль гангстера Аль Капоне.
В начале 2010-х Малоне отошёл от съёмок, вероятно, посчитав, что доходы порноиндустрии падают из-за слива порнофильмов в интернет. Он практически полностью прекратил сниматься, а в 2013 году открыл собственный магазин по продаже электрических сигарет.

## Награды
- Ninfa Award (2007) — премия за лучшую мужскую роль[5].
- Ninfa Award (2008) — за личные достижения и большой вклад в порноиндустрию[6][7][8].